# Константинопольский договор (1897)
Договор в Константинополе 1897 года — мирный договор, подписанный в Стамбуле (Константинополе) между Османской империей и Королевством Греции 4 декабря 1897 года после греко-турецкой войны 1897 года.
Остров Крит был частью Османской империи, но большинство его населения было христианским и оно поднимало восстания несколько раз, чтобы достичь единения с Грецией. Во время восстания 1897 года, 2 (14) февраля 1897 года греческие войска высадились на острове Крит для его поддержки. Это привело к началу так называемой 30 дневной войны, между Османской империи и Греции. Она велась в Фессалии и Эпире.
В Фессалии османы победили греков и захватили обширную территорию. Греция призвала к вмешательству в конфликт великие державы, чтобы вернуть земли, оккупированные в ходе войны.
Мирные переговоры начались 21 октября, договор был подписан 4 декабря.
Его условиями были:
- Территория Фессалии, которая была оккупирована силами Османской империи, должна была быть возвращена Греции с незначительными изменениями границы.
- Греция согласилась выплатить контрибуцию в размере 4 млн. турецких фунтов[1].
- Турки согласились содействовать статусу Крита как автономного государства под турецким протекторатом.

## Последствия
Хотя османская армия победила в войне, Османская империя не получила выгоды от победы. Сюзеренитет над Крит оказался абсолютно неэффективным и на Крите в одностороннем порядке объявили союз с Грецией в 1908 году. Это было подтверждено по окончании балканских войн, и остров присоединили к Греции 1 декабря 1913 года.
В 1923 году, в ходе обмена населением между Грецией и Турцией, мусульманское население острова покинуло Крит.